# Сацума
Сацумата (Citrus unshiu) е дребен цитрусов плод с тънка кора, мека сърцевина и жълто-оранжев цвят. Естествената родина на този плод е Далечният изток – Китай, но в Европа той добива известност благодарание на Япония. В Япония е известен като „уншу микан“ (на японски: 温州蜜柑), в Китай като „Уънджоу миган“ (на китайски: 温州蜜柑). Японското име е резултат от японското произношение на китайските йероглифи, като и двете означават „меден цитрус от Уънджоу“. Известен е и като „безсемкова мандарина“ (на китайски: 无核桔), а на български често се среща под името сацума (множествено число – сацуми) .
Плодът е сладък, с размери на мандарина (Citrus reticulata) и обикновено не съдържа семки, но значително по-малък от портокал. Една от отличителните особености на сацумите е тънката, кожеста кора, лесно отделяща се от самия плод. Месестата част на плода е изключително деликатна и изисква специално внимание при обработка. Тънката и лесно отделяща се кора е причина за трудното инспектиране на транспортирани плодове, тъй като повредите не могат да се преценят от пръв поглед.
Китайското и японското наименование на плода са свързани с града Уънджоу, провинция Джъдзян, познат с продукцията на сацуми. Плодът обаче е отглеждан и в Япония от древни времена, като повечето от плодовете в съвременните плантации в Китай са култивирани в Япония и са обратно пренесени в Китай в сравнително по-скоро време.
Сацумите на вид и по вкусови качества се доближават до други цитрусови плодове като мандарини и клементини.